# Hymenocallis pimana
Hymenocallis pimana là một loài thực vật có hoa trong họ Amaryllidaceae. Loài này được Laferr. mô tả khoa học đầu tiên năm 1990.